# Turmagambet Iztleuow
Turmagambet Iztleuow (ur. 9 lipca 1882 w Akżajlau w rejonie karmakszyńskim guberni syrdaryjskiej, zm. 1939) – kazachski akyn, ludowy poeta i śpiewak (żyrau), tłumacz.

## Życiorys
Ukończył szkołę w rodzinnym ałusie, następnie, w wieku 14 lat, podjął naukę w medresie Miri Arab w Bucharze oraz medresie Kukeltasz w Taszkencie. Odebrał w nich islamską edukację religijną, poznawał literaturę i historię, uczył się języków arabskiego, perskiego, czagatajskiego i tureckiego. W 1905 r. wrócił do rodzinnego aułu, założył w nim meczet i zbudował szkołę. Do 1921 r. nauczał w niej literatury i poezji. Przed tą datą stworzył swój pierwszy zbiór poezji pt. Nazym. W wieku czternastu lat napisał swoją pierwszą bajkę zatytułowaną Kara konyz (Czarny żuk), zaś jako osiemnastolatek – pierwszy poemat Dekchanin Mardi. Stworzył łącznie dziesięć poematów. W 1916 r. poparł powstanie w Azji Środkowej, poświęcając mu tołgau (ludowe poetyckie rozważanie) Ziemlu pokryła triewożnaja mgła. Znaczną część twórczości poety stanowią rubajjaty, liryki, aforyzmy, bajki, improwizacje. W 1934 r. wziął udział w I republikańskim zlocie talentów ludowych.
Z entuzjazmem przyjął rewolucję październikową i stworzył szereg utworów jej poświęconych, opiewających Lenina i partię komunistyczną. Mimo to w ZSRR był kilkakrotnie aresztowany i zsyłany, a poezja, której nauczał w szkole, nie podobała się władzom.
W 1934 r. przystąpił do pracy nad przekładem narodowego poematu perskiego, Szahname, na język kazachski. Jako najlepszego kandydata do sporządzenia tego tłumaczenia wskazał go tadżycki poeta Sadriddin Ajni, z którym razem uczyli się w medresie. By mógł pracować i przygotować przekład w ramach uroczystości rocznicowych ku czci autora Szahname Ferdousiego, został zwolniony z więzienia i zatrudniony w ludowym komisariacie oświaty Kazachskiej SRR. Zanim jednak ukończył pracę, republikańskie wydawnictwo zrezygnowało z publikacji poematu, a komisarz ludowy oświaty Kazachskiej SRR Temirbek Żurgenow, który sprzyjał całemu projektowi, został aresztowany, a następnie rozstrzelany. Iztleuow polecił wówczas swojej żonie Rabidze ukryć rękopisy swojej pracy. W 1937 r. Turmagambet Iztleuow został aresztowany przez NKWD, dwa lata później zmarł w więzieniu lub według innego źródła krótko po zwolnieniu.
Przełożona przez niego część Szahname (fragment Rustem – Dastan) została opublikowana dopiero w 1961 r.